# حلبة ريكاردو تورمو

المسار

حلبة ريكاردو تورمو (بالإسبانية: Circuito Ricardo Tormo)‏ هي حلبة سباق لرياضة المحركات الآلية تقع في مقاطعة بلنسية بإسبانيا. بنيت في سنة 1999 بسعة 120000 وبطول 4.005 كيلومتر. تستضيف سباقات جائزة بلنسية الكبرى للدراجات النارية، بطولة العالم للسوبربايك وبطولة العالم لسيارات السياحة.